# Jiří Kuchler (1950)
Jiří Kuchler (* 23. července 1950) je bývalý český hokejista, útočník. Jeho otec Jiří Kuchler byl ligový fotbalista, syn Jiří je bývalý hokejista. Po skončení aktivní kariéry působil jako trenér.

## Hokejová kariéra
V lize hrál za TJ SONP Kladno (1971–1972 a 1975–1976). V roce 1976 získal s Kladnem mistrovský titul. V nižších soutěžích hrál i za TJ VTŽ Chomutov.

## Klubové statistiky
| Sezona    | Klub           | Soutěž  | Základní část | Základní část | Základní část | Základní část | Základní část |
| Sezona    | Klub           | Soutěž  | Z             | G             | A             | B             | TM            |
| --------- | -------------- | ------- | ------------- | ------------- | ------------- | ------------- | ------------- |
| 1971/1972 | TJ SONP Kladno | 1. liga | 3             | 0             | 0             | 0             | 0             |
| 1975/1976 | TJ SONP Kladno | 1. liga | 2             | 0             | 0             | 0             | 2             |